# فرقاطة المغربية متعددة المهام
الفرقاطة مغربية متعددة مهام FMMM هي فئة جديدة من سفن سيغما  والتي يجري بناؤها من قبل رويال شيلد لبناء السفن في هولندا لصالح القوات البحرية الملكية المغربية. وقد اقتنى المغرب ثلاث فرقاطة واحدة فئة سيغما 10513 (سيغما 1) تقدر حمولتها ب2300 طن واثنان فئة سيغما 9813 (سيغما 2) وتقدر حمولتها ب2100 طن.
بلغت قيمة هذه الصفقة نحو 1،2 مليار دولار ويتم بناء الفرقاطات الثلاث على حسب مواصفات الطلب المغربي. ومن مرتقب ان تدخل فرقاطة الأولى الخدمة في المغرب سنة 2011 بينما سيغما 2 و3 سنة 2012.

## مهام فرقاطة
من مهام الفرقاطات بعد دخولها خدمة في البحرية الملكية تسيير دوريات بحرية ومراقبة مياه الإقليمية ومنطقة الاقتصادية الخالصة (EEZ) كذلك حماية مصايد الأسماك والموارد الطبيعية البحرية، والبحث والإنقاذ فضلا عن مهام شرطة البحرية.
و فرقاطة قادرة على حمل طائرة هليكوبتر في خلف السفينة مع حمولة قصوى 5t (في الأغلب سوف تكون AS-565 SA بانتر) وتتوفر فرقاطة سيغما على حظيرة للمروحية.

## الاداء وقدرة فرقاطة
نظام الدفع يضم محركيين ديزل يولد 8910 كيلو واط لكل منهما، وتبلغ سرعة فرقاطة قصوى 26 عقدة، وبمدى 4000 ميل بحري بسرعة 18 عقدة. وتقدر ازاحة سيغما 1 2335 بينما سيغما 2 و3 2075.

## أنظمة فرقاطة
تتميز فرقاطة الثلاث بميزة استشعار وقيادة وسيطرة متطور ونظام اتصالات (C3) متقدم من شركة تاليس.
+ رادار مراقبة ثلاثي ابعاد Smart-S Mk2 بمدى 250 كلم.
مؤهل لتعامل مع الأهداف المتوسطة والبعيدة المدى بما فيها الأهداف الجوية والسطحية وحتى مع أصغر الأهداف من مسافات بعيدة مع قدرة كبيرة على مقاومة التشويش وإمكانية تتبع حتى 500 هدف.
+ نظام TACTICOS وهو نظام لإدارة المعارك يوفر تقييما للاخطار وتوزيع لمهام الأسلحة على حسب درجة خطورة التهديدات محتملة على سفينة.
+ رادار إدارة النيران LIROD Mk2 المقاوم لتشويش وعالي دقة في توجيه.
+ نظام سونار جد متطور Kingklip UMS 4132 القادر على تغطية 360 درجة وعلى تعامل مع طوربيدات الموجهة سلبيا أو ايجابيا
و من مميزات هذا سونار انه قادر على تعامل مع مجموعة كبيرة من النبضات سواء كانت هذه النبضات طويلة أو قصيرة أو متغيرة.
+ نظام Scorpion 2L للإعاقة الإلكترونية ECM وهو نظام لتشويش وتضليل أجهزة العدو الإلكترونية وشلها لتوفير حماية للمنطقة الدفاعية ولحماية المجموعات القتالية.
+ نظام Vigile لاجراءات الدعم الإلكتروني (ESM) ويستخدم النظام بصمة إلكترونية للاطلاع على أنظمة قتالية للعدو وتتبعها، بما في ذلك أنظمة ومواقع أجهزته وقدراتها. كما يتيح النظام تحديد نوع الرادار والسلاح المستخدم لدى الطرف المعادي.
+ نظام التعارف IFF
+ نظاميين لتحديد الأهداف
+ وصلة البيانات LINK Y Mk 2
لتنسيق الإجراءات بين سفن وطائرات والوحدات البرية وتتيح نقل بيانات تكتيكية بين الوحدات المشتركة، من خلال شبكة راديو مشفرة.

## الابعاد
سيغما 1 : 105,11 متر * 13,02 متر * 3,75 متر
سيغما 2 : 97,91 متر * 13,02 متر * 3,75 متر

## وصلات خارجية
- موقع رويال شيلد لبناء السفن